# Малий Буртас
Малий Бурта́с (рос. Малый Буртас) — село у складі Пачелмського району Пензенської області, Росія.
Населення — 44 особи (2010; 101 у 2002).
Національний склад станом на 2002 рік:
- росіяни — 100 %